# La Quiete
I La Quiete sono un gruppo musicale post-hardcore/screamo formatosi nel 1999 a Forlì. Il batterista dei La Quiete, Michele Camorani, è anche il batterista dei Raein, altro importante gruppo della scena screamo italiana.

## Storia
Hanno affrontato dei cambiamenti di formazione e inciso molti dischi, soprattutto split. Uno solo è finora il loro album (esclusa la raccolta uscita nel 2006), La fine non è la fine, pubblicato nel 2004. Negli anni, sono diventati il gruppo italiano, e forse europeo, più famoso al mondo in questo genere, esibendosi in tutto il mondo e partecipando a tantissimi eventi.
Hanno suonato in quasi tutta Europa e fatto diversi tour in America, Australia, Giappone e Malaysia.
A vent'anni dall'uscita di La fine non è la fine, nel dicembre del 2024 si riaffacciano sulla scena con un nuovo profilo Instagram tramite il quale annunciano nuove date per il 2025.

## Formazione

### Formazione attuale
- Fulvio – voce
- Andrea – chitarra
- Cebio – chitarra
- Angelino – basso
- Michele Camorani – batteria

### Ex componenti
- Fobbeo – basso
- Rocco Rampino alias Congorock – chitarra
- Boris – voce

## Discografia

### Album
- 2002 – Split 7" w/ Acrimonie (Life of Hate)
- 2003 – v/a The Microwave Says to the Pacemaker (2x7", Slave Union)
- 2003 – Split 7" w/ The Apoplexy Twist Orchestra (Heroine)
- 2003 – Split 7" w/ Catena Collapse (Heroine/Adagio830)
- 2004 – v/a Wayfarer's All (LP, Owsla)
- 2004 – Split 7" w/ KC Milian (Cragstan Astronaut)
- 2004 – Split 7" w/ The Pine (Broken Hearts Club)
- 2004 – La fine non è la fine (CD/10"/LP, Heroine, React With Protest, Gasping For Breath, Sons Of Vesta)
- 2005 – v/a This Is Your Life (2xLP, Ape Must Not Kill Ape)
- 2006 – v/a memento mori (Sons Of Vesta)
- 2005 – v/a Emo Armageddon (7", React With Protest)
- 2005 – Split 10"/CD/EP w/ Louise Cyphre (Electric Human Project)
- 2006 – Tenpeun (Perpetual Motion Machine, Sons Of Vesta)
- 2006 – s/t 7" (Pure Pain Sugar)
- 2008 – s/t 7" (Sons Of Vesta)
- 2009 – 2006/2009 cd (Sons Of Vesta)
- 2009 – Split 7" w/ Phoenix Bodies (Level Plane / Holidays Records)